# Куркуре (водопад)
Куркуре — водопад в устье одноимённой реке, правом притоке Чулышмана. Расположен в восточной части Республики Алтай, в Улаганском районе. Общая высота падения воды составляет 30 м. Наибольшая высота свободного падения воды около 15 метров.

## Физико-географическое описание
Водопад находится на участке русла Чулышмана между Алага-тын-бомом и Сеп-Боомом. Здесь, при впадении в Чулышман, река Куркуре образует каскад водопадов. Расстояние от перевала Кату-Ярык до водопада составляет порядка 5 км.
Река Куркуре собирает водотоки с одноимённого хребта высотой до 3110 метров, расположенного на Улаганском плато в границах Алтайского государственного заповедника, а также озера Теренкёль.

## Рекреационное значение
Водопад является одной из природных достопримечательностей долины Чулышмана. Сюда от перевала Кату-Ярык по правому берегу реки ведёт пешеходная тропа, которой пользуются туристы, посещающие Куркуре в рамках экскурсий. Кроме того, сюда со стороны туристических баз на Телецком озере прилетают вертолётные экскурсии.